# Francesco Sansovini
Francesco Sansovini (* 18. Januar 2000) ist ein Leichtathlet aus San Marino, der sich auf den Sprint spezialisiert hat.

## Sportliche Laufbahn
Erste internationale Erfahrungen sammelte Francesco Sansovini im Jahr 2017, als er bei den U18-Weltmeisterschaften in Nairobi im 100-Meter-Lauf mit 11,38 s in der ersten Runde ausschied. Zudem nahm er an den Spielen der kleinen Staaten von Europa (GSSE) in Serravalle teil und schied dort mit 23,19 s im Vorlauf über 200 Meter aus und belegte mit der san-marinesischen 4-mal-100-Meter-Staffel in 42,25 s den vierten Platz. 2019 klassierte er sich bei den GSSE in Bar mit 11,58 s auf dem siebten Platz und siegte im Staffelbewerb in 42,24 s. Kurz darauf schied er bei den U20-Europameisterschaften in Borås mit 11,26 s in der Vorrunde über 100 Meter aus. 2020 startete er im 60-Meter-Lauf bei den Balkan-Hallenmeisterschaften in Istanbul, schied dort aber mit 7,05 s in der Vorrunde aus wie auch bei den Halleneuropameisterschaften 2021 in Toruń mit 6,92 s. Kurz zuvor stellte er in Ancona mit 6,83 s einen neuen Hallenrekord über 60 Meter auf. Im Juli schied er bei den U23-Europameisterschaften in Tallinn mit 10,65 s und 22,07 s jeweils in der ersten Runde über 100 und 200 Meter aus. Im Jahr darauf wurde er bei den Balkan-Hallenmeisterschaften in Istanbul in 6,80 s Sechster über 60 Meter. Ende Juni startete er bei den Mittelmeerspielen in Oran und belegte dort in 10,48 s den achten Platz über 100 Meter. Zuvor verbesserte er den Landesrekord über diese Distanz auf 10,47 s. Anschließend schied er bei den Weltmeisterschaften in Eugene mit 10,71 s im Vorlauf aus und kam dann bei den Europameisterschaften in München mit 10,82 s nicht über die erste Runde hinaus.
2023 schied er bei den Halleneuropameisterschaften in Istanbul mit 6,87 s in der ersten Runde über 60 Meter aus. Ende Mai siegte er in 10,41 s über 100 Meter bei den GSSE in Marsa und gewann über 200 Meter in 21,39 s die Bronzemedaille hinter dem Maltesen Graham Pellegrini und David Wallig aus Luxemburg. Zudem gewann er mit der 4-mal-100-Meter-Staffel in 41,15 s die Silbermedaille hinter dem maltesischen Team. Anschließend wurde er bei der 3. Liga der Team-Europameisterschaft im Rahmen der Europaspiele in Chorzów in 10,52 s Dritter über 100 Meter. Im Jahr darauf belegte er bei den Balkan-Hallenmeisterschaften in Istanbul in 6,91 s den achten Platz über 60 Meter und im Juni kam er bei den Europameisterschaften in Rom mit 10,55 s nicht über den Vorlauf über 100 Meter hinaus. 2025 verpasste er bei den Balkan-Hallenmeisterschaften in Belgrad mit 6,88 s den Finaleinzug über 60 Meter, ehe er bei den Halleneuropameisterschaften in Apeldoorn mit 6,83 s in der ersten Runde ausschied. Ende Mai siegte er in 10,56 s über 100 Meter bei den GSSE in Andorra la Vella sowie in 40,99 s auch über 4-mal 100 Meter. Anschließend wurde er bei der 3. Liga der Team-Europameisterschaft in Maribor in 10,59 s Zweiter über 100 Meter hinter dem Aserbaidschaner Əlham Nağıyev und wurde im Staffelbewerb in 41,91 s Zweiter im B-Lauf. Daraufhin belegte er bei den Balkan-Meisterschaften in Volos in 10,45 s den achten Platz über 100 Meter.

## Persönliche Bestleistungen
- 100 Meter: 10,41 s (+1,2 m/s), 30. Mai 2023 in Marsa (Landesrekord)
  - 60 Meter (Halle): 6,68 s, 21. Januar 2023 in Ancona (Landesrekord)
- 200 Meter: 21,39 s (+1,3 m/s), 3. Juni 2023 in Marsa